# Прибережне (Горлівський район)
Прибере́жне — селище Вуглегірської міської громади Горлівського району Донецької області, Україна. Населення становить 115 осіб.

## Географія
Розташоване на річці Булавинка, біля місця її впадіння в Волинцівське водосховище, за 64 км від Донецька. Територія селищної ради межує з Ясинуватським районом. У річку Булавинку впадає Балка Сороча.
Сусідні населені пункти: на півночі — Грозне, Ступакове; північному заході — Олександрівське, Каютине; північному сході — Іллінка (вище за течією Булавиної), Булавине, Савелівка; заході — Оленівка (нижче за течією Булавиної); сході — Булавинське (примикає), Комишатка Ольховатка (всі вище за течією Булавиної); південному заході — місто Бунге; півдні — Славне.

## Населення

### Мова
Розподіл населення за рідною мовою за даними перепису 2001 року:
| Мова            | Кількість | Відсоток |
| --------------- | --------- | -------- |
| російська       | 84        | 49.99%   |
| українська      | 81        | 48.21%   |
| білоруська      | 1         | 0.60%    |
| румунська       | 1         | 0.60%    |
| інші/не вказали | 1         | 0.60%    |
| Усього          | 168       | 100%     |

За даними перепису 2001 року населення селища становило 168 осіб, із них 48,21 % зазначили рідною мову українську, 50,00 % — російську, 0,60 % — білоруську та молдовську мови.